# NGC 285
NGC 285 (również PGC 3141) – galaktyka znajdująca się w gwiazdozbiorze Wieloryba. Klasyfikowana jest jako E-S0, czyli nie da się na razie jednoznacznie określić, czy należy do galaktyk eliptycznych, czy do soczewkowatych. Odkrył ją Francis Leavenworth 2 października 1886 roku.